# Paul Bulcke
Paul Bulcke, född 8 september 1954, är en belgisk-schweizisk företagsledare som är styrelseordförande för världens största livsmedelsproducent Nestlé S.A sedan 2017. Han är också vice styrelseordförande för skönhetsföretaget L'Oréal S.A. och ledamot för läkemedelsföretaget F. Hoffmann-La Roche AG. Bulcke var tidigare 
VD för Nestlé mellan den 10 april 2008 och den 31 december 2016.
Han avlade en kandidatexamen i ingenjörsgrenen Affärsingenjör vid Katholieke Universiteit Leuven och en examen i ledarskap vid Vlerick Business School.